# Queso cremoso
Queso cremoso, o también llamado queso fresco, es un queso argentino blando elaborado con leche de vaca, con o sin adición de crema. Su receta proviene de quesos italianos con características similares a la crescenza.
Es el queso más consumido en Argentina y representa casi el 40% de la producción nacional de queso. Desde su origen como acompañante del dulce de membrillo o del dulce de batata, sus usos han evolucionado y ahora se utiliza para la elaboración de pizzas como reemplazo de la muzzarella. Se funde casi a temperatura ambiente y se usa en rellenos de distintas recetas de tartas y empanadas.
Es un queso blanco blando, con un 45-55% de agua. No tiene corteza y se presenta en envases paralelepípedos sellados al vacío.